# Burcht van Loon

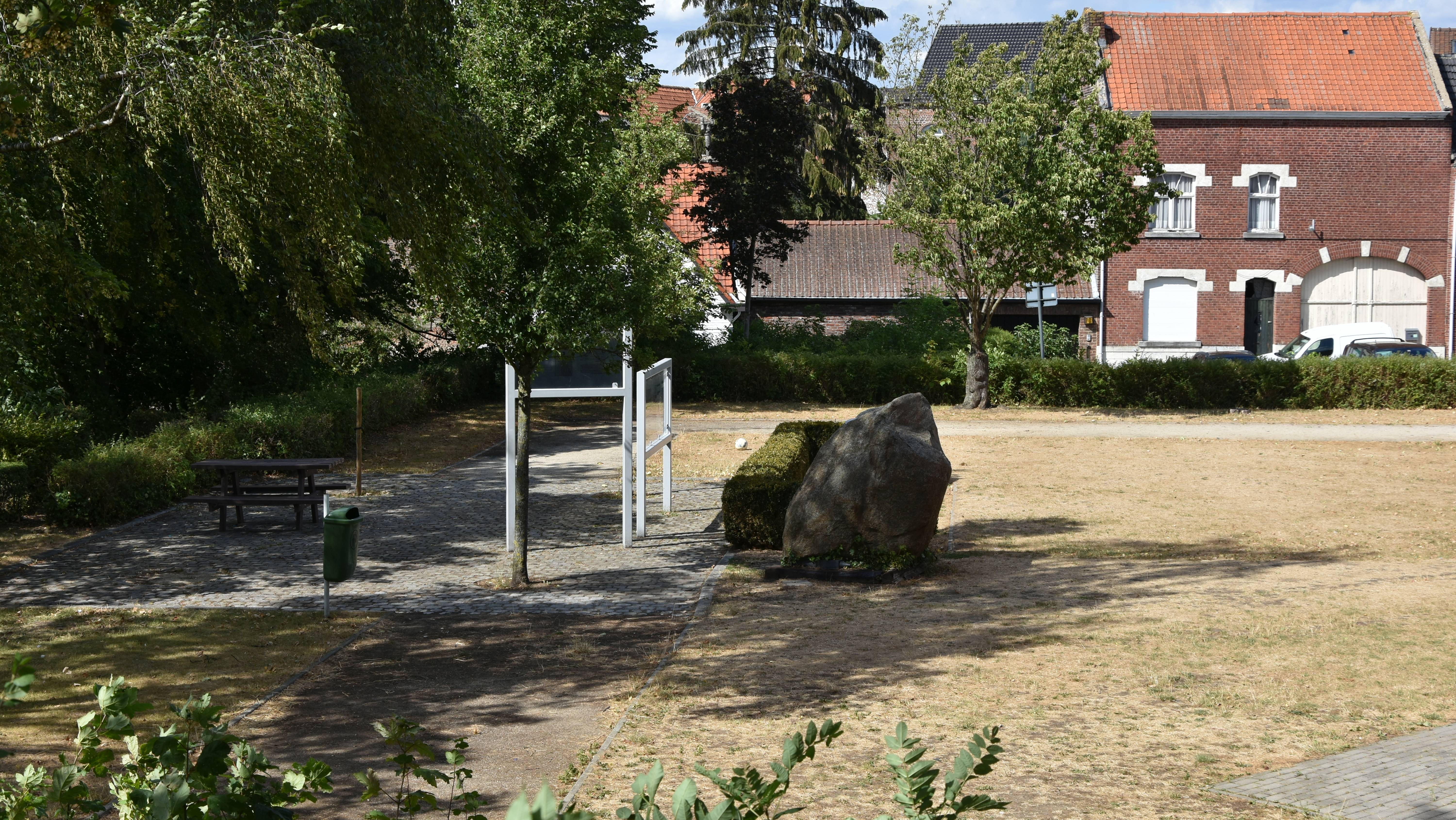
De locatie van de burcht van Loon

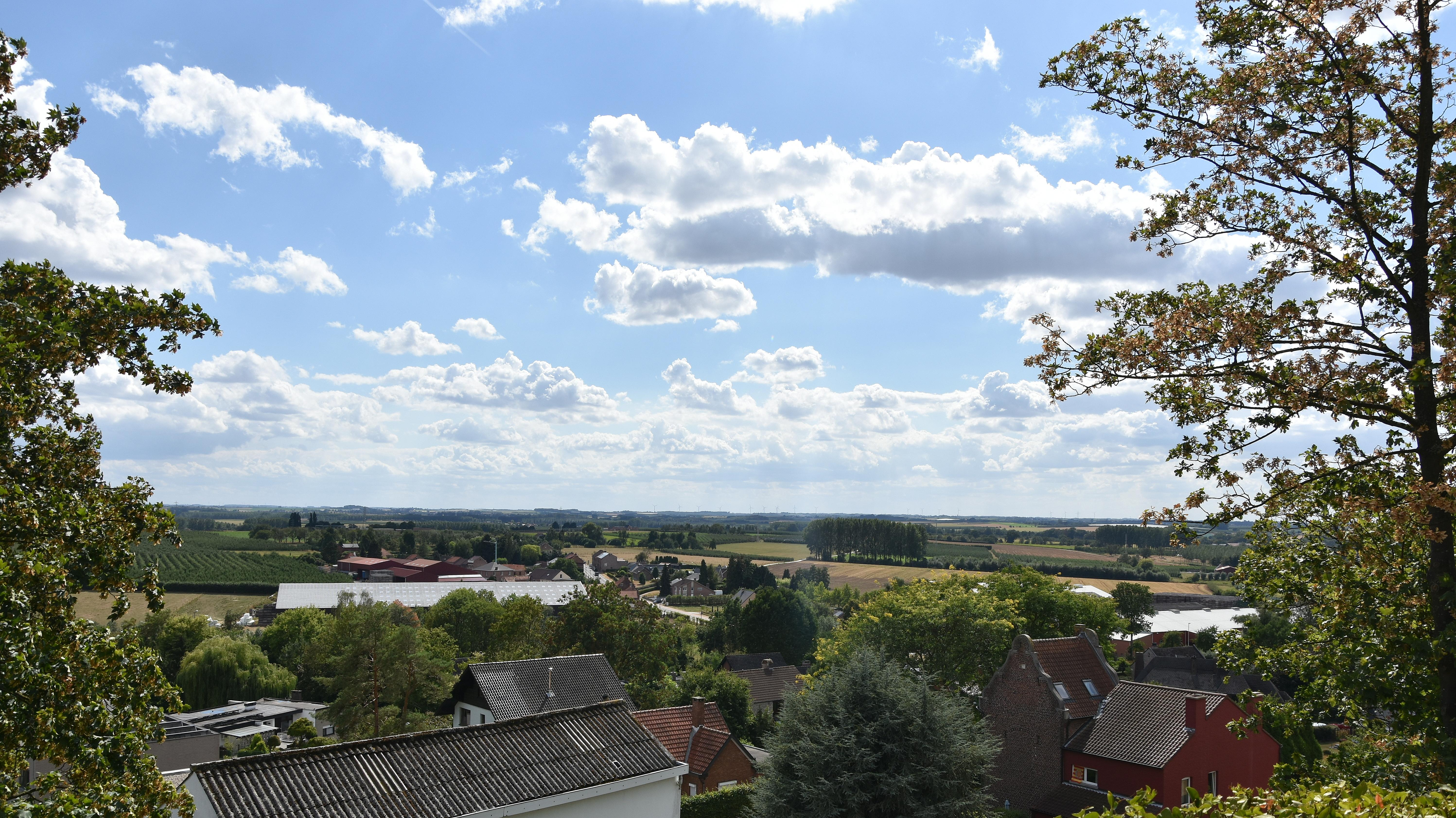
Het uitzicht vanaf de motteheuvel

De burcht van Loon, die intussen is verdwenen, was de eerste verblijfplaats van de graven van Loon. De burcht stond in het centrum van het huidige Borgloon (burcht van Loon).
De graven namen geen genoegen met de 30 m boven de vlakte verheven heuvel voor de bouw van hun vesting. De heuvel werd kunstmatig verhoogd om er in de loop van de 10e en 11e eeuw een voor die tijd typische motteburcht op te bouwen. Boven stond waarschijnlijk een weertoren die als uitkijktoren en ultieme verdediging bij belegering diende. Aan die kant werd de helling verscherpt en met houten palen ontoegankelijk gemaakt. Aan de vlakkere noord- en oostzijde sloot een brede diepe gracht de vesting af.
Op het voorliggend neerhof werd een grote zaal, die als residentie dienstdeed, opgegraven. De sala was 33 m lang en 10 m breed en had waarschijnlijk twee verdiepingen. De muren waren 2 tot 2,5 m dik. Binnenin vond men een met silex en mortel gemetselde waterput, een vitaal onderdeel van iedere vesting. In het voorhof bevond zich een burchtkapel waar rond het kapittelhof en de pre-stedelijke nederzetting groeide. De kapel werd later vervangen door de huidige Sint-Odulfuskerk.
De burcht werd tweemaal verwoest: de eerste keer in 1179 tijdens een oorlog tussen Gerard van Loon en Rudolf van Zähringen, prins-bisschop van Luik en een tweede maal rond 1232. Graaf Arnold I van Loon had al in 1095 besloten zijn hof naar het centraal gelegen Kuringen te verhuizen. Pas na 1232 werd dit plan definitief uitgevoerd.
De burcht werd sindsdien beheerd door een burggraaf. Dit ambt groeide uit tot een erfelijk leen van de Graven van Loon, en belangrijke burggraven waren de families Van Herk (13e eeuw), Van Sassenbroek (1e helft 14e eeuw), dan de Heren van Veulen. Toen de burcht vervallen was, werd de titel van burggraaf een eretitel. De laatste burggraaf was François-Joseph-Charles-Marie d'Argenteau. In 1823 protesteerde deze nog toen de burchtgracht werd verkocht.
In de 18e eeuw was de burcht al niet meer dan een vage ruïne. Tussen 1870 en 1877 werd de kunstmatige heuvel afgegraven om de holle wegen in de omgeving op te vullen.
Van op de heuvel heeft men nu uitzicht op het zuidelijke Haspengouw.